# Евгора
Е́вгора (карел. Jouhivuara, Jouhivuaru) — посёлок в составе Паданского сельского поселения Медвежьегорского района Республики Карелия Российской Федерации. Комплексный памятник истории.

## Общие сведения
Расположен на южном берегу озера Сегозеро.

## Население
Численность населения в 1905 году составляла 219 человек.
| 2002 | 2009 | 2010 | 2013 |
| ---- | ---- | ---- | ---- |
| 92   | ↘66  | ↘44  | ↘36  |

Основную часть населения посёлка составляют карелы (46 %) и белорусы (26 %, 2002 год).

## Улицы
- ул. Гористая
- ул. Набережная
- ул. Центральная

## Галерея

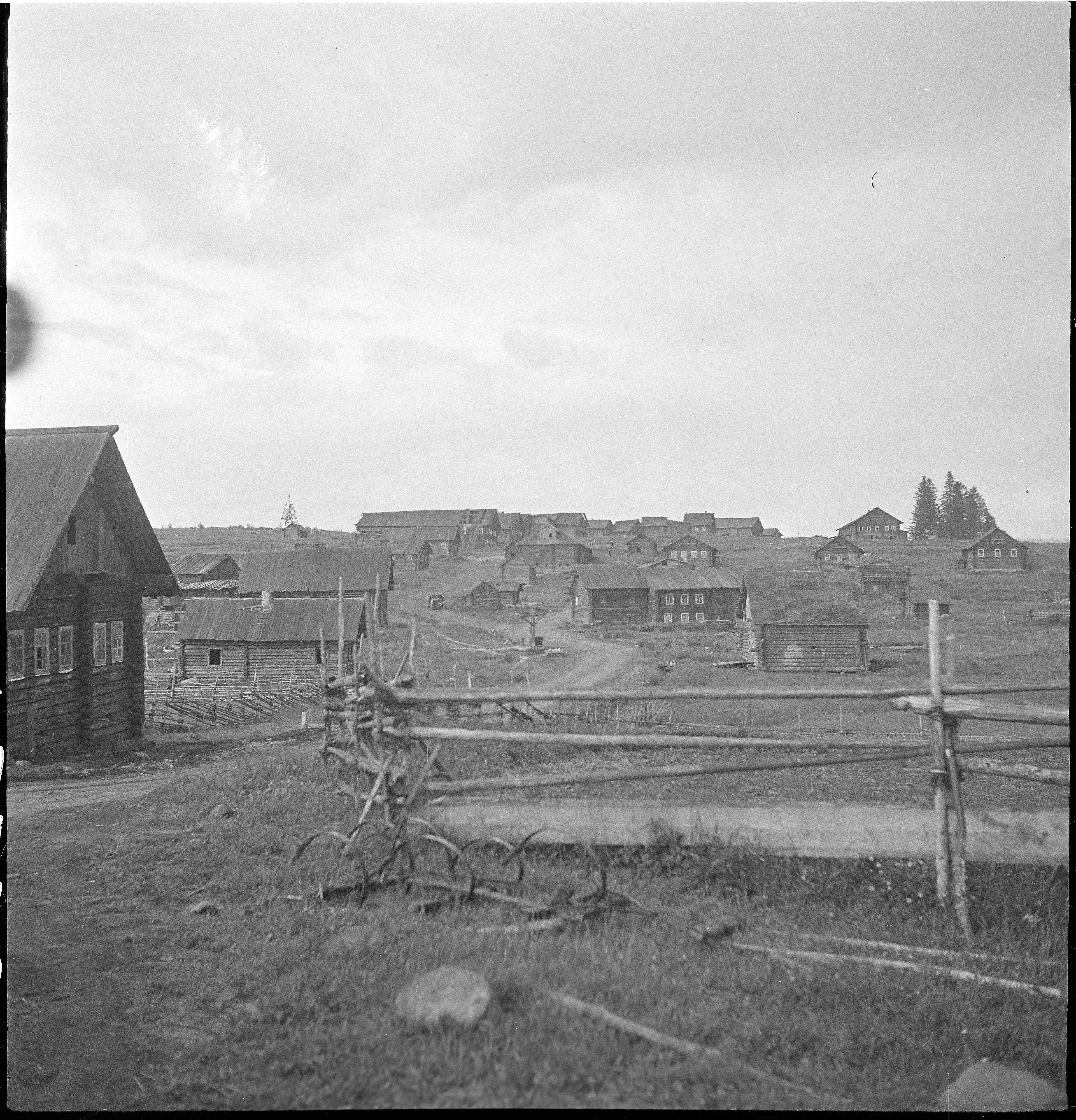
Вид на деревню в 1942 году
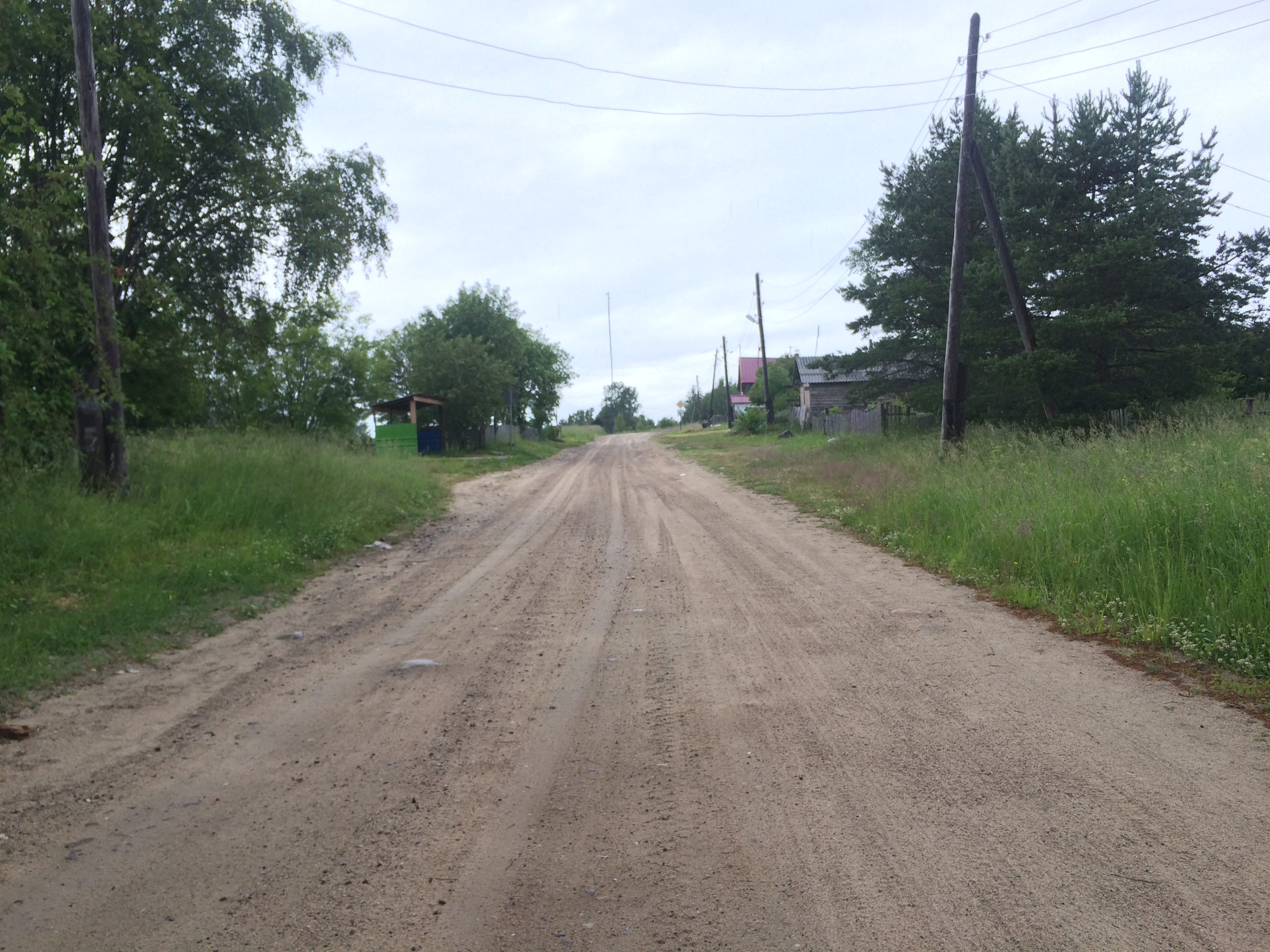
Центральная дорога через посёлок
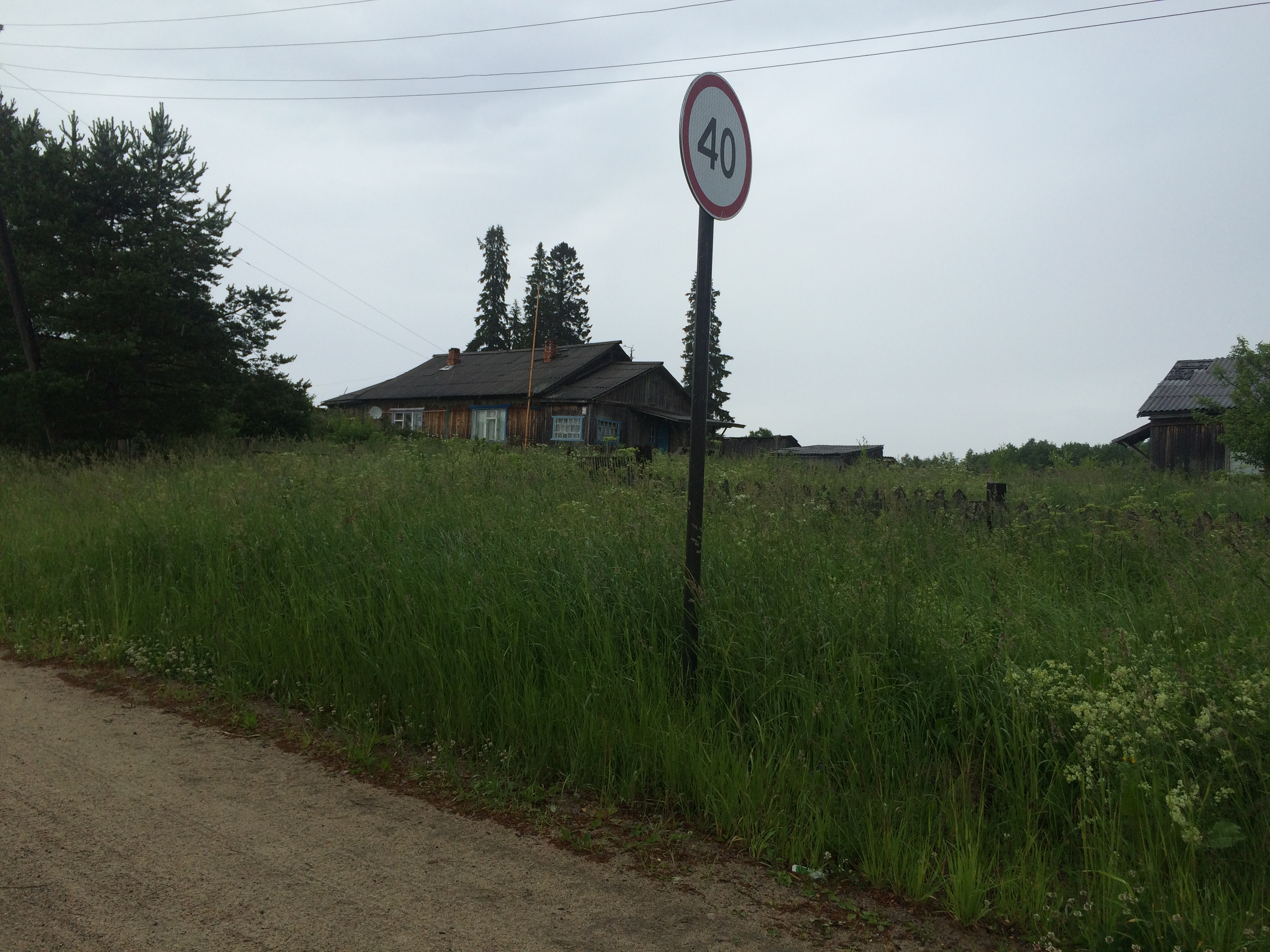
Жилые дома
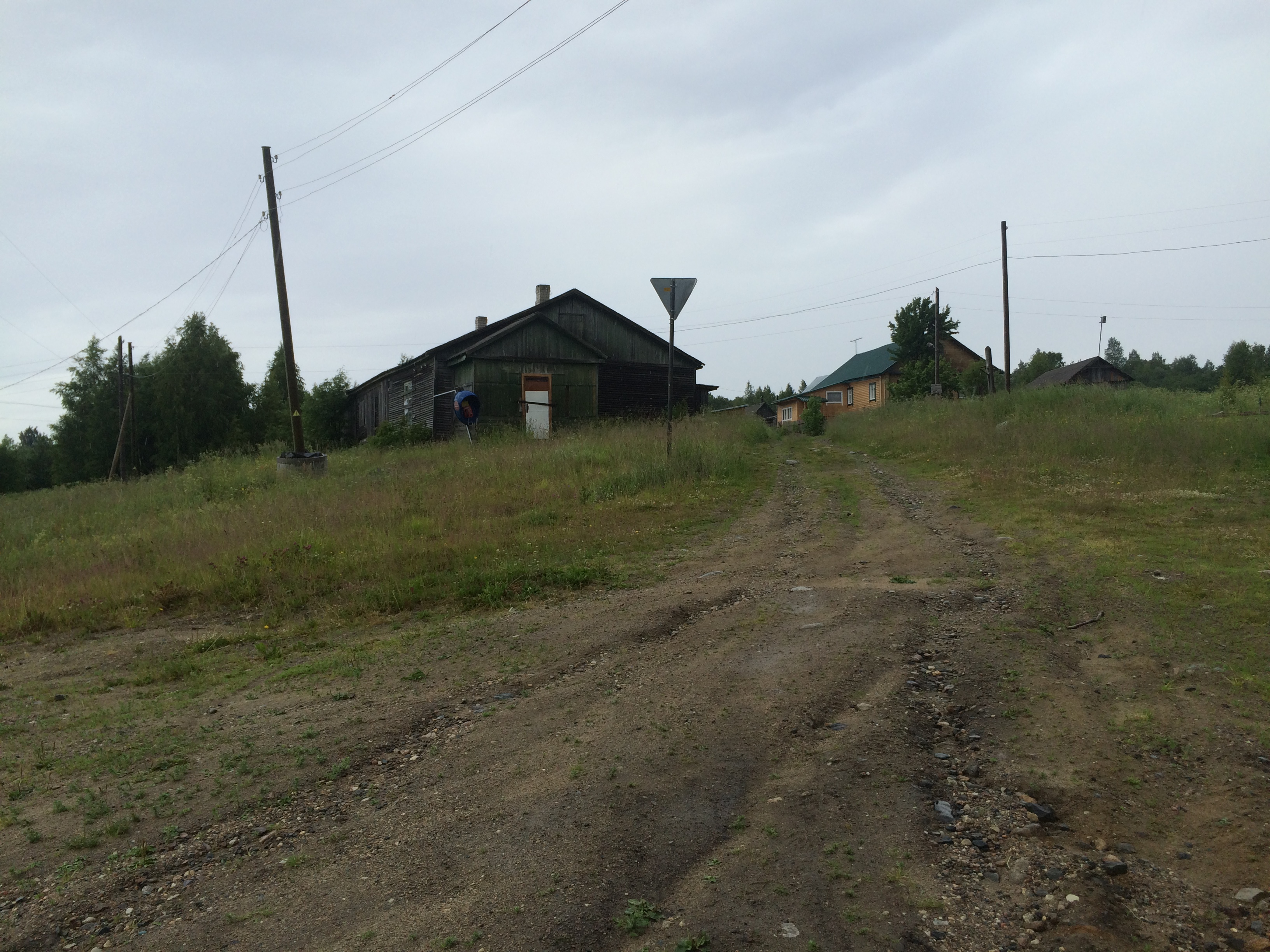
Центр посёлка